# Звєркова Алла Семенівна
Звєркова Алла Семенівна (30 квітня 1930, Харків, УРСР) — український лікар-гематолог, доктор медичних наук (1979), професор (1991).

## Біографія
Алла Звєркова народилася 30 квітня 1930 року у Харків.
У 1954 році вона закінчила Київський медичний інститут.
З 1954 року і понині Алла Звєркова працює в Інституті гематології та трансфузіології АМНУ, де обіймає різні посади.
Протягом 1977—1994 років вона була завідувачем лабораторії цитоензимодіагностики та експериментальної лейкозології.
У період з 1994—2003 років Алла Звєркова була провідним науковим співробітником, а з 2003 і до сьогодні є головним науковим співробітником.

## Наукова діяльність
До сфери наукових інтересів Алли Звєркової належать вивчення патогенезу лейкемічних процесів, в тому числі тих, що почали прогресувати внаслідок аварії на ЧАЕС.
Алла Звєркова є автором низки праць, у співавторстві, а саме:
- Киндзельський Л. П., Зверкова А. С. Острая лучевая болезнь в условиях Чернобыльской катастрофы. — Київ: Телеоптик, 2002. — С. 328.
- Исакова Л. М. Иммунофенотипическая и цитогенетическая характеристика бластных клеток при некоторых подвариантах острой миелоидной лейкемии / Л. М. Исакова, Н. Н. Третяк, В. Н. Хромяк, А. И. Гордиенко, А. С. Зверкова, А. М. Вакульчук // Цитология и генетика. - 2000. - 34, № 1. - С. 48-56.
- Зверкова А. С. Особенности гемодепрессий и цитохимических параметров клеток периферической крови и костного мозга у больных МДС в зависимости от формы заболевания // Укр. журн. гематології та трансфузіології.- 2006. - № 6
- Зверкова А. С. Моніторинг клініко-гематологічних та морфофункціональних показників периферичної крові донорів автоматичного плазмаферезу // УМЧ. 2008. № 1(63)
- Зверкова А. С. Апоптоз клітин кісткового мозку і периферичної крові у хворих на мієлоїдні новоутворення // Гематологія та трансфузіологія: Міжвід. зб. К., 2008. Т. 1, № 34
- Скок М. В. Роль нікотинових ацетилхолінових рецепторів у регуляції процесів кровотворення / М. В. Скок, А. С. Зверкова, С. В. Комісаренко // Доп. НАН України. - 2005. - № 10. - С. 180-184.

Алла Звєркова є автором 2 патентів, зокрема "Спосіб діагностики мієлодиспластичного синдрому".